# Campestre (kommun i Brasilien, Alagoas)
Campestre är en kommun i Brasilien.   Den ligger i delstaten Alagoas, i den östra delen av landet, 1 500 km nordost om huvudstaden Brasília. Antalet invånare är 6 599.
Omgivningarna runt Campestre är en mosaik av jordbruksmark och naturlig växtlighet. Runt Campestre är det ganska tätbefolkat, med 54 invånare per kvadratkilometer.